# Монтроз (Міннесота)
Монтроз (англ. Montrose) — місто (англ. city) в США, в окрузі Райт штату Міннесота. Населення — 3775 осіб (2020).

## Географія
Монтроз розташований за координатами 45°4′1″ пн. ш. 93°55′3″ зх. д. / 45.06694° пн. ш. 93.91750° зх. д. (45.066947, -93.917636).  За даними Бюро перепису населення США в 2010 році місто мало площу 8,31 км², з яких 8,29 км² — суходіл та 0,02 км² — водойми. В 2017 році площа становила 7,88 км², з яких 7,87 км² — суходіл та 0,02 км² — водойми.

## Демографія
Згідно з переписом 2010 року, у місті мешкало 2847 осіб у 1043 домогосподарствах у складі 734 родин. Густота населення становила 343 особи/км².  Було 1116 помешкань (134/км²).
Расовий склад населення:
| - 95,2 % — білих - 0,9 % — азіатів - 0,6 % — чорних або афроамериканців - 0,2 % — корінних американців - 1,2 % — осіб інших рас |

До двох чи більше рас належало 1,9 %. Частка іспаномовних становила 3,0 % від усіх жителів.
За віковим діапазоном населення розподілялося таким чином: 31,9 % — особи молодші 18 років, 62,7 % — особи у віці 18—64 років, 5,4 % — особи у віці 65 років та старші. Медіана віку мешканця становила 29,5 року. На 100 осіб жіночої статі у місті припадало 100,6 чоловіків;  на 100 жінок у віці від 18 років та старших — 101,5 чоловіків також старших 18 років.
Середній дохід на одне домашнє господарство  становив 69 039 доларів США (медіана — 63 485), а середній дохід на одну сім'ю — 74 958 доларів (медіана — 67 125). Медіана доходів становила 49 950 доларів для чоловіків та 41 420 доларів для жінок. За межею бідності перебувало 5,4 % осіб, у тому числі 4,7 % дітей у віці до 18 років та 10,7 % осіб у віці 65 років та старших.
Цивільне працевлаштоване населення становило 1600 осіб. Основні галузі зайнятості: освіта, охорона здоров'я та соціальна допомога — 20,2 %, виробництво — 18,5 %, науковці, спеціалісти, менеджери — 11,8 %, роздрібна торгівля — 10,6 %.